# グザヴィエ・ダルコス
グザヴィエ・ダルコス（Xavier Darcos、1947年7月14日 - ）は、フランスの官僚、政治家。アグレガシオン取得者（文学）。元ペリグー市長。フランソワ・フィヨン内閣の国民教育大臣（文部大臣に相当）。
リモージュで生まれた。ボルドー大学でラテン語を学ぶ。1968年、書誌学、社会学教授として教壇に立つ。1987年、ルイ・ル・グラン学院教授。1989年、ペリグー市助役に就任。1993年、フランソワ・バイル国民教育相の下で官房長、高等教育局長。1995年、アラン・ジュペ首相の教育政策担当顧問を務めたほか、フランス総視学官やパリ第四大学教授として比較文学論を教えた。1997年、ペリグー市長。1998年、ドルドーニュ県から上院議員に選出された。
2002年、ジャン＝ピエール・ラファラン内閣の教育担当大臣（副大臣）。2004年、協力・開発・フランス語圏担当大臣に就任した。また、2004年から、アキテーヌ地域圏議会議員に選出されている。2005年、経済協力開発機構（OECD）大使に就任。2007年、フランソワ・フィヨン内閣の国民教育相として入閣した。

## 受章
アカデミー・フランセーズ公式ウェブサイトの情報による。
- レジオンドヌール勲章グラントフィシエ
- 国家功労勲章オフィシエ
- 教育功労章コマンドゥール
- 芸術文化勲章コマンドゥール